# Haley Paige
Pour les articles homonymes, voir Paige.
Haley Paige, née Maryam Irene Haley le 30 décembre 1981 à Chihuahua et morte le 21 août 2007 à King City, était une actrice pornographique mexicano-américaine.

## Biographie
Haley est née à Chihuahua au Mexique. Elle était le deuxième enfant d’une mère mexicaine et d’un père gallois. Elle a grandi ensuite à San Diego en Californie (depuis l'âge de 12 ans).
Elle a débuté dans la profession d'actrice pornographique à l'âge de 19 ans, en répondant à une annonce recherchant des modèles pour des photos de nus. En 2005, elle obtient le prix « Unsung Siren ». En 2006, elle débute dans la réalisation de films pornographiques avec le titre Virgin Territory pour la société Smash Pictures. À ce jour, elle est apparue dans 300 films pornographiques de tous styles.
Après sa carrière comme actrice pornographique, elle avait envisagé de travailler comme thérapeute sexuelle.

### Décès
Les causes de son décès restent encore à éclaircir : on parle d'overdose d'héroïne, mais on parle aussi de conséquence d'actes de violence de son dernier petit ami Inkyo Volt Hwang, alias le réalisateur Chico "Wanker" Wang, arrêté le 29 juin 2007 sous l'accusation d'avoir molesté et kidnappé Haley, mais relâché le 3 juillet 2007 faute de preuve.
Le 29 septembre 2007, Chico "Wanker" Wang a lui-même été retrouvé mort.

## Récompenses et nominations
| Année | Cérémonie   | Résultat | Prix       | Catégorie               | Film                        |
| ----- | ----------- | -------- | ---------- | ----------------------- | --------------------------- |
| 2005  | AVN Awards  | Nommée   | AVN Award  | Best Threeway Sex Scene | Tales from the Crack (2004) |
| 2006  | AVN Awards  | Nommée   | AVN Award  | Best Supporting Actress | Prisoner (2005)             |
| 2006  | AVN Awards  | Nommée   | AVN Award  | Best Group Sex Scene    | Scorpio Rising (2005)       |
| 2006  | AVN Awards  | Nommée   | AVN Award  | Best Anal Sex Scene     | The Villa (2005)            |
| 2006  | AVN Awards  | Nommée   | AVN Award  | Best All-Girl Sex Scene | The Villa (2005)            |
| 2006  | XRCO Awards | Gagnante | XRCO Award | Unsung Siren            |                             |
| 2007  | AVN Awards  | Nommée   | AVN Award  | Best Supporting Actress | The New Neighbors (2006)    |